# Johann Martin Chladni
Johann Martin Chladni (sobrenome latinizado como Chladenius) (Lutherstadt Vitemberga, 17 de abril de 1710 – Erlangen, 10 de setembro de 1759) foi um filósofo, teólogo e historiador alemão, apontado como um dos fundadores da Hermenêutica.
É o autor da importante obra Princípios Gerais da Ciência Histórica (Allgemeine Geschichtswissenschaft), publicada originalmente em 1752.

## Obras
- Einleitung zur richtigen Auslegung vernünftiger Reden und Schriften, Leipzig 1742
- Logica praetica. Ib 1742
- Logica sacra Ib. 1745
- Vernünftige Gedanken von dem Wahrscheinlichen und desselben gefährlichen Mißbrauche, 1748 [ND: Waltrop 1989]
- Kleine Sammlung von Betrachtungen, Erlangen 1749
- Nova philosophia disinitiva, Leipzig 1750
- Opuscula academica varii generis, Leipzig 1750
- Nova philosophia definitiva. IB 1750
- Allgemeine Geschichtswissenschaft, worinnen der Grund zu einer neuen Einsicht in allen Arten der Gelahrtheit gelegt wird, Leipzig 1752.
- Wöchentliche biblische Untersuchungen…, Erlangen 1754
- Theologische Nachforscher…, Erlangen 1757
- Von Auslegung historischer Nachrichten und Bücher, in: Gadamer, Hans Georg/Boehm, Gottfried (Hg.), Seminar: Philosophische Hermeneutik, Frankfurt/M. 1976, 69ff